# Раздольное (Самарский район)
Раздольное (каз. Раздольное) — село в Самарском районе Восточно-Казахстанской области Казахстана. Входит в состав Миролюбовского сельского округа. Код КАТО — 635055400.

## Население
В 1999 году население села составляло 511 человек (237 мужчин и 274 женщины). По данным переписи 2009 года, в селе проживало 388 человек (187 мужчин и 201 женщина).